# Cottaer Spitzberg
Der Cottaer Spitzberg ist eine 390,8 m hohe Tephritkuppe am westlichen Rand der Sächsischen Schweiz. Seit 1979 steht der Berg wegen seiner geologischen und botanischen Besonderheiten als Flächennaturdenkmal unter Naturschutz.

## Lage und Umgebung

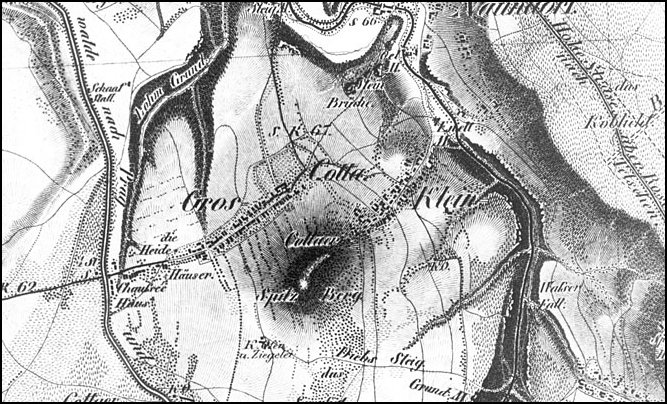
Cotta und der Cottaer Spitzberg auf der Oberreitschen Karte (1821)

Der ehemals auch Cottaer Spitze genannte Berg befindet sich auf der Hochfläche zwischen den Tälern der Gottleuba im Osten und der Bahre im Westen. Er überragt das unmittelbar an seinen nördlichen Fuß liegende Dorf Cotta und die nähere Umgebung um mindestens 70 Meter und tritt als deutliche Landmarke im Landschaftsbild in Erscheinung.

## Geologie

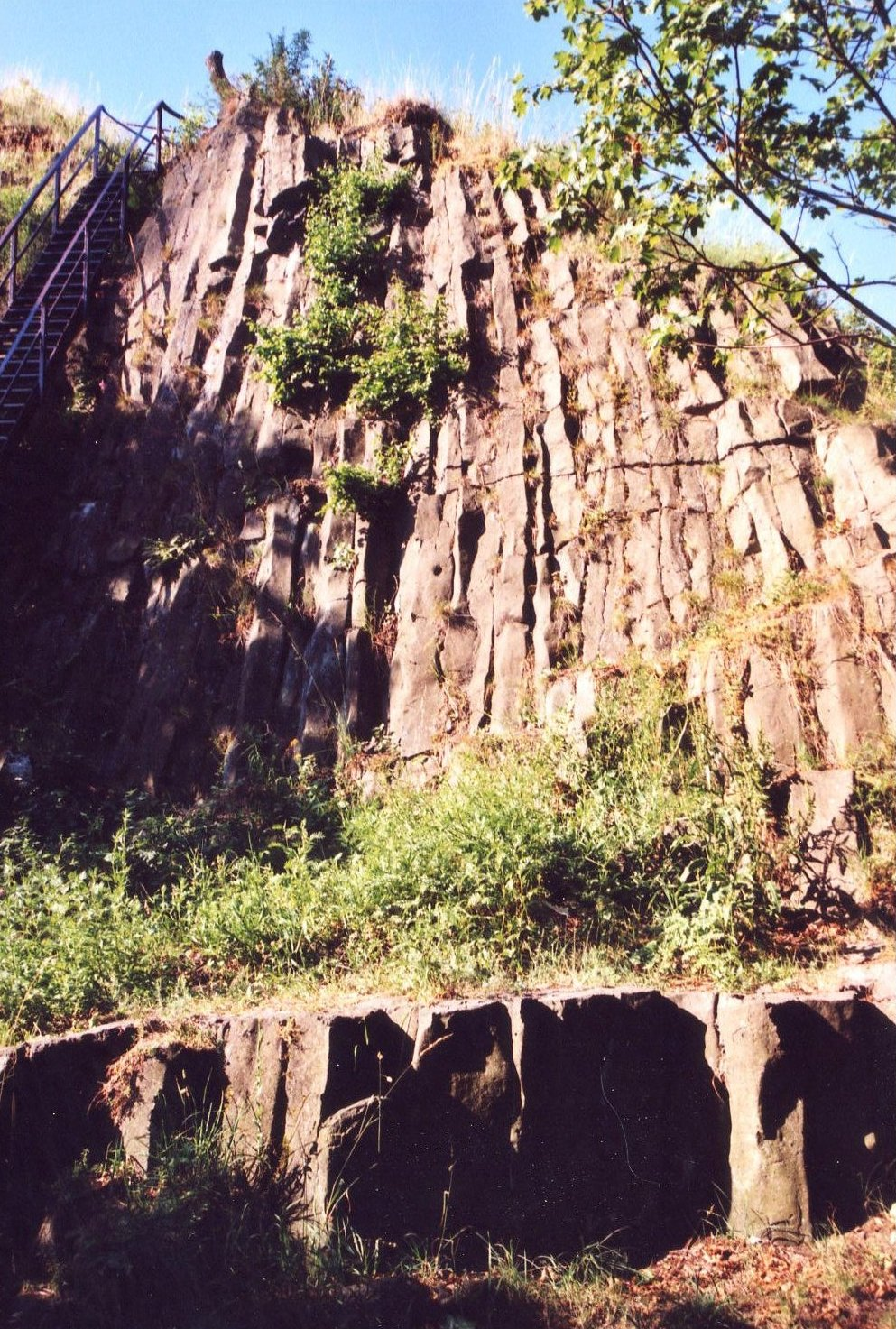
Säulenförmige Absonderung der Füllung des vulkanischen Schlotes am Gipfel

Entstanden ist der Cottaer Spitzberg durch die Intrusion von Magmen während des tertiären Vulkanismus in die kreidezeitlichen Sandsteinschichten des Elbsandsteingebirges. Nach dem Erkalten bildete sich ein mit einem Basaltoid (Olivin-Augit-Tephrit) ausgefüllter Schlot. Durch Verwitterung des umgebenden Sandsteins und den Erhalt des Härtlings hat sich die Gestalt des Berges ergeben. In einem weitgehend von metamorphen Gesteinen (Elbtalschiefergebirge), Sandstein (Elbsandstein) sowie Granit, Granodiorit und Gneis geologisch geprägten Umfeld stellt der Berg somit eine regionale Besonderheit dar.
Entstehungsgeschichtlich zählt er zu einer Reihe vulkanischer Härtlingsgipfel im Umfeld der Sächsischen Schweiz, von denen der Stolpener Burgberg, der Wilisch und der Geising die bekanntesten sind. Am Felsgipfel des Spitzberges sind die grauschwarzen Säulen des Gesteins aufgeschlossen. Sie ragen mit etwa 30 m Mächtigkeit nahezu senkrecht empor und wurden im 19. Jahrhundert durch einen Steinbruchbetrieb intensiv genutzt. Erhalten blieb ein Reststück des Gipfels, weil auf diesem 1865 eine Triangulationssäule der mitteleuropäischen Gradmessung bzw. sächsischen Landesvermessung errichtet worden war.

## Botanische Besonderheiten
Auch pflanzengeographisch ist der Cottaer Spitzberg bedeutsam. Allerdings hat der Steinbruchbetrieb die Vielfalt der lokalen Pflanzenwelt eingeschränkt. Arten wie das Schwertblättrige Waldvöglein, die Prachtnelke oder die Borstige Glockenblume zählen zu den ehemals vorkommenden, heute aber nicht mehr vorhandenen Arten. Trotzdem stellt der Spitzberg nach wie vor einen botanisch interessanten Lebensraum dar. An der Nordseite befindet sich ein Eichen-Hainbuchenwald (unter anderem Winter-Linde, Spitzahorn, Bergahorn, Esche) mit eingestreuten Arten wie dem Lungenkraut. Zudem ist der sonnenexponierte Berg auch Lebensraum für einige wärmeliebende Arten wie die Bunte Kronwicke und das Silber-Fingerkraut.

## Geschichte

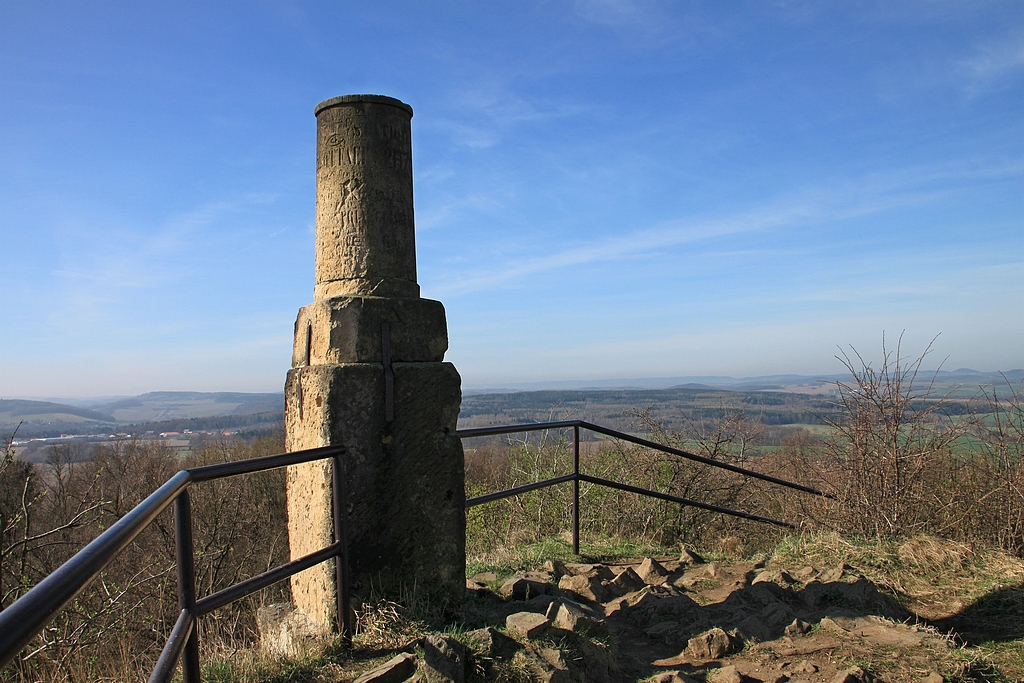
Triangulierungssäule Nr. 57 (1865) auf dem Gipfel des Cottaer Spitzberges, im Hintergrund sind die Höhenzüge auf dem Kamm des Osterzgebirges erkennbar (2011)

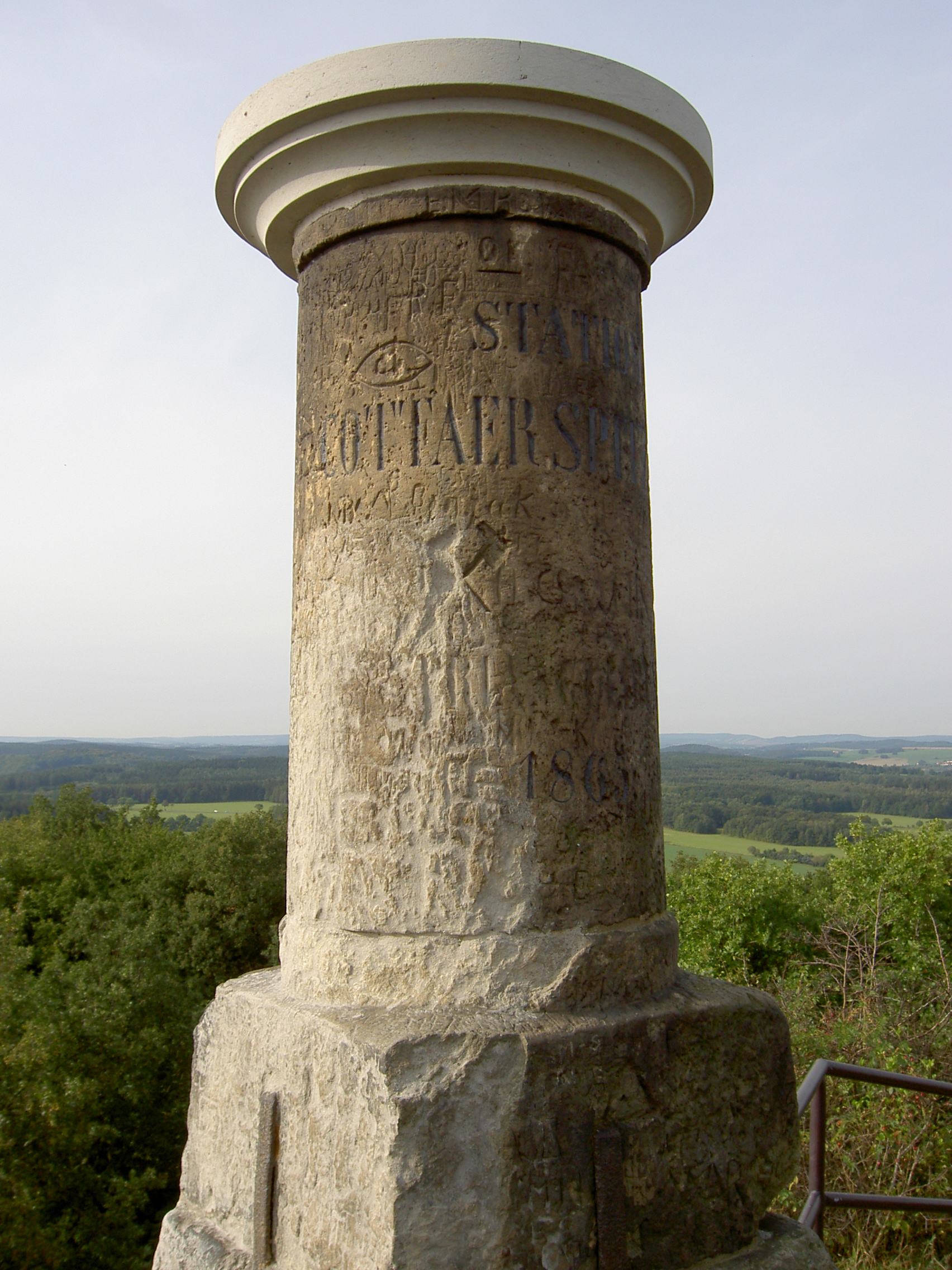
Triangulierungssäule Nr. 57 mit neuer Sandsteinabdeckung (2012)

1865 wurde für die sächsische Landesvermessung eine Triangulierungssäule auf dem Cottaer Spitzberg errichtet. Anfang der 1960er Jahre wurde in der Hochzeit des Kalten Krieges an der Ostseite des Berges eine kleine Bunkeranlage gebaut. Hierhin sollte sich im Falle eines Atombombenangriffes auf Dresden die regionale Führung des Landkreises Pirna flüchten. Auf der Dresden zugewandten Westseite wurde ein Beobachtungspunkt eingerichtet.

## Aussicht
Schon von jeher ist der Cottaer Spitzberg ein beliebtes Ausflugsziel, da der in der Spitze unbewaldete Basaltgipfel eine umfassende und nur im Nahbereich teils eingeschränkte Rundumsicht bietet. Bei guten Bedingungen reicht der Blick in Richtung
- Norden: über Pirna bis zum Lausitzer Bergland,
- Nordwesten: über den Elbtalkessel,
- Westen und Süden: über das Elbtalschiefergebirge bis zum Kamm des Osterzgebirges,
- Osten: über das Gottleubatal auf die Tafelberge der Sächsischen Schweiz und die Vulkankegel des Böhmischen Mittelgebirges.

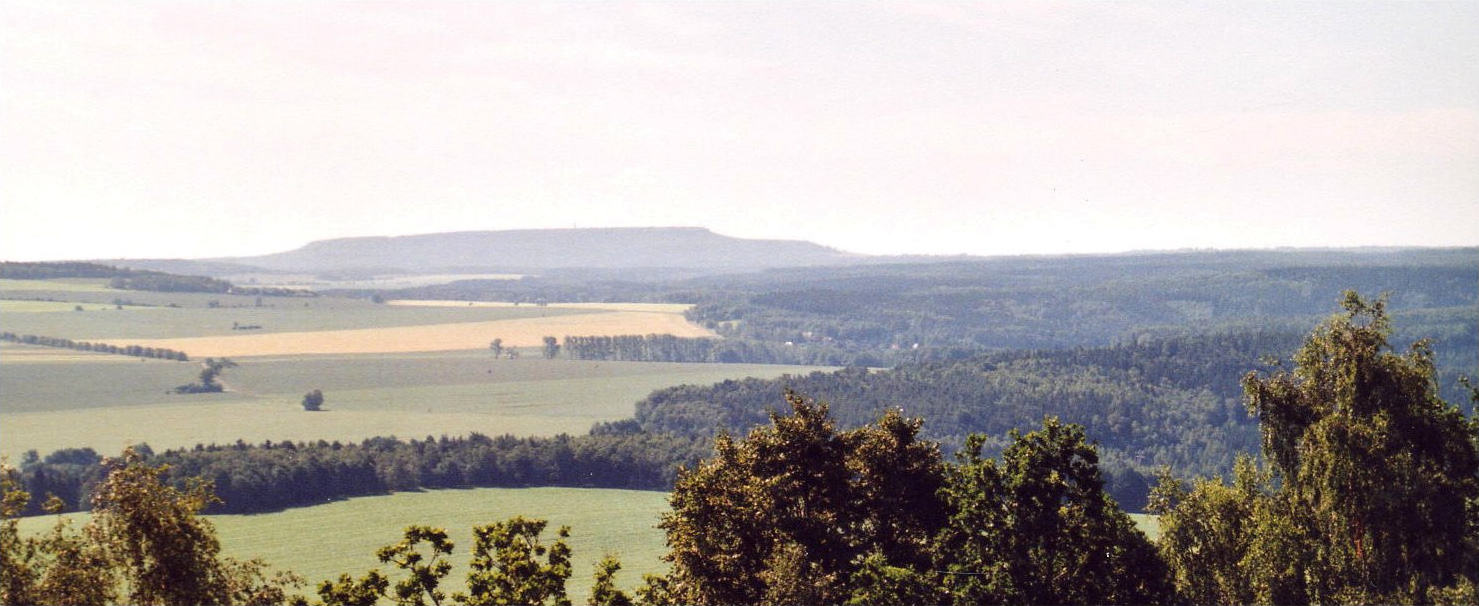
Blick nach Südosten (Hoher Schneeberg)
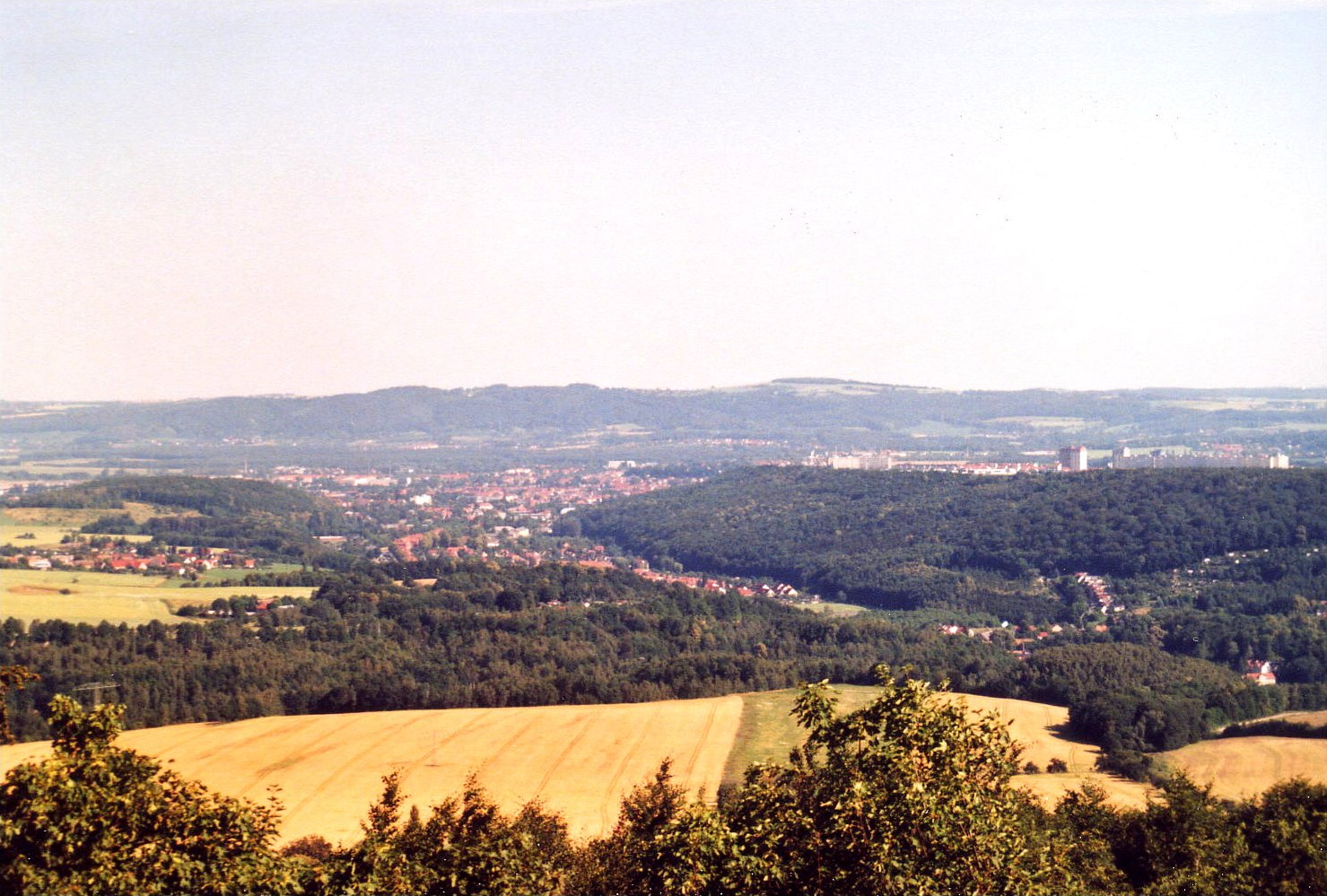
Blick nach Norden (Pirna und Elbtal)
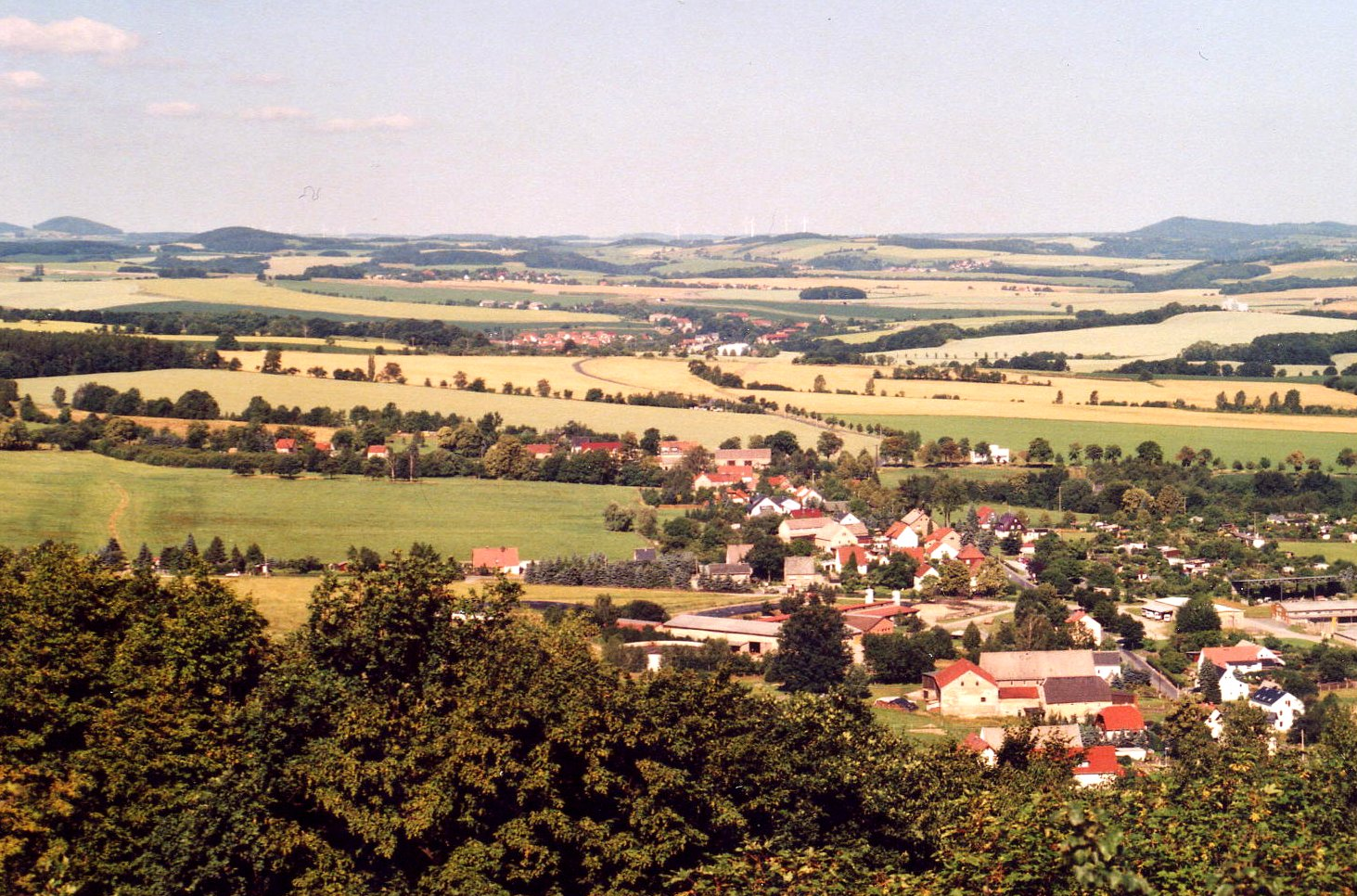
Blick nach Westen (Cotta und Ausläufer des Osterzgebirges)
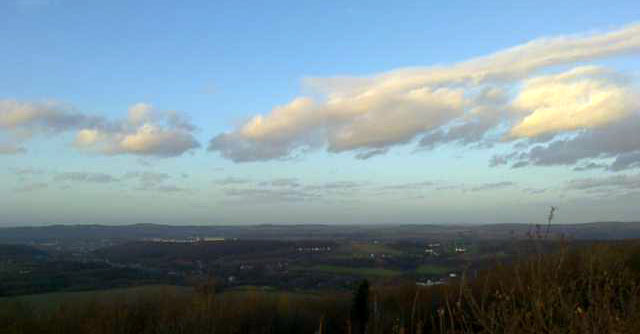
Weitblick